# Medal of Liberty
Ne doit pas être confondu avec Médaille de la Liberté ou Médaille présidentielle de la Liberté.
La medal of Liberty est une décoration décernée en 1986 par le président des États-Unis à 12 personnalités américaines d'origine étrangère.

## Circonstances
La medal of Liberty est remise par Ronald Reagan le 3 juillet 1986, la veille de la fête nationale américaine, à l'occasion du 100e anniversaire de l'inauguration à New York de la statue de la Liberté. Cette décoration exceptionnelle est donc décernée une seule fois, à 12 personnalités qui se sont illustrées dans divers domaines mais qui ont toutes en commun d'avoir été naturalisées américaines.
| Nom                    | Activité              | Pays de naissance       |
| ---------------------- | --------------------- | ----------------------- |
| Irving Berlin          | compositeur           | Russie                  |
| Franklin R. Chang-Diaz | astronaute            | Costa Rica              |
| Kenneth B. Clark       | psychologue           | Zone du canal de Panama |
| Hanna Holborn Gray     | historienne           | Allemagne               |
| Bob Hope               | comédien              | Royaume-Uni             |
| Henry Kissinger        | diplomate             | Allemagne               |
| Ieoh Ming Pei          | architecte            | Chine                   |
| Itzhak Perlman         | violoniste            | Israël                  |
| James Reston           | journaliste           | Royaume-Uni             |
| Albert Sabin           | chercheur en médecine | Russie                  |
| An Wang                | informaticien         | Chine                   |
| Elie Wiesel            | écrivain              | Roumanie                |

## Description
La medal of Liberty est un médaillon circulaire en bronze d'un diamètre de 7 pouces (soit près de 18 cm), réalisé par Alex Shagin. La face de la médaille présente le buste ainsi que le nom de Frédéric Auguste Bartholdi, sculpteur de la statue de la Liberté : il est représenté tenant dans la main une petite maquette de sa statue.